# سليمان مامام
سليمان مامام (بالفرنسية: Souleymane Mamam)‏ هو لاعب كرة قدم بلجيكي وتوغولي في مركز الوسط، ولد في 20 يونيو 1985 في لومي في توغو. شارك مع منتخب توغو لكرة القدم. أما مع النوادي، فقد لعب مع رويال أنتويرب وكونينكليجك ريسينغ كلوب ميتشيلين ومانشستر يونايتد ونادي النجمة.

## وصلات خارجية
- سليمان مامام على موقع الاتحاد الدولي (مؤرشف)  (الإنجليزية)
- سليمان مامام على موقع قاعدة بيانات كرة القدم.إي يو (الإنجليزية)
- سليمان مامام على موقع بيانات كرة القدم. دي إي (الألمانية)
- سليمان مامام على موقع ناشيونال فوتبول تيمز (الإنجليزية)
- سليمان مامام على موقع عالم كرة القدم.نت (الإنجليزية)